# Médaille de distinction au service militaire (Azerbaïdjan)
Pour les articles homonymes, voir Médaille de distinction au service militaire.
La médaille de distinction au service militaire est la récompense de l'État de la République d'Azerbaïdjan.

## Histoire
Le prix a été créé par la loi de la République d'Azerbaïdjan n° 327-IIQD du 17 mai 2002.
Il est décerné pour récompenser ceux qui ont fait preuve d'une excellente préparation au combat, d'un service au combat, de bravoure, de dévouement et d'autres services rendus pendant la durée du service militaire. Il est décerné en trois degrés : premier, deuxième et troisième.